# Formaldehydebron
Een formaldehydebron is een chemische verbinding waaruit (langzaam) formaldehyde vrijkomt.   

## Antimicrobiële middelen
Verbindingen waaruit formaldehyde kan vrijkomen worden vaak gebruikt als conserveermiddel in cosmetica.
| Naam                                  | Synoniemen |
| ------------------------------------- | --- |
| Quaternium-15                         | N-(3-chloroallyl)hexaminiumchloride; 1-(3-Chloroallyl)-3,5,7-triaza-1-azoniaadamantane chloride; Dowicil 200; Dowicil 75; Dowicil 100; Dowco 184; Dowicide Q                                               |
| Imidazolidinylureum                   | Germall 115 |
| Diazolidinylureum                     | Germall II |
| DMDM-hydantoïne                       | Glydant; 2,4-Imidazolidinedione, 5,5-dimethyl-; 5,5-Dimethyl hydantoin; 5,5-Dimethyl-2,4-imidazolidindion; 5,5-Dimethyl-2,4-imidazolidinedione; 5,5-Dimethylhydantoin; 5,5-dimethylimidazolidine-2,4-dione |
| 2-Broom-2-nitropropaan-1,3-diol       | Bronopol; het vrijkomen van formaldehyde is niet gerelateerd aan de anti-microbiële werking |
| 5-broom-5-nitro-1,3-dioxaan           | Bronidox |
| Tris(hydroxymethyl) nitromethaan      | Tris Nitro |
| tris(N-hydroxyethyl)hexahydrotriazine | Grotan® BK |
| Hydroxymethylglycinaat                | Suttocide A |
| Polyquaterniums                       | |

## Harsen en Plastics
Harsen en plastics waaruit formaldehyde kan vrijkomen.
| Naam                    | Synoniemen |
| ----------------------- | ---------- |
| Polyoxymethyleenplastic | Delrin     |
| Fenolformaldehydehars   | Bakeliet   |
| Ureumformaldehyde       |            |
| Melaminehars            |            |

## Andere verbindingen
- Paraformaldehyde